# Neven Žugaj
Neven Žugaj (Zagreb, 19. travnja 1983.), hrvatski hrvač. Brat blizanac Nenad je također hrvač.
Natjecao se na Olimpijskim igrama 2012. u hrvanju grčko-rimskim stilom u kategoriji do 74 kilograma, a osvojio je 10. mjesto.
Na Mediteranskim igrama 2009. je osvojio brončanu medalju u hrvanju grčko-rimskim stilom (do 74 kg). Na MI 2013. osvaja srebro u istoj kategoriji.
Brončani je sa svjetskog prvenstva 2011. u Istanbulu i srebrni iz Taškenta 2014. godine. Na EP 2005. U Varni osvaja brončanu medalju.
Bio je član Quercusa, Like i Hrvatskog dragovoljca iz Zagreba.